# Baselgas
Baselgas es una entidad de población española del municipio de Grado, perteneciente a la comunidad autónoma del Principado de Asturias.

## Historia
A mediados del siglo XIX, el lugar, ya por entonces perteneciente a la parroquia de Coalla y al ayuntamiento de Grado, tenía contabilizada una población de 79 habitantes. Aparece descrito en el cuarto volumen del Diccionario geográfico-estadístico-histórico de España y sus posesiones de Ultramar de Pascual Madoz de la siguiente manera:

BASELGAS: l. en la prov. de Oviedo, ayunt. de Grado y felig. de San Pedro de Coalla: sit. en la ladera SE. de la montaña denominada Llamera, con el r. Menende á su izq. El terreno es calizo y medianamente fértil: prod. maiz, escanda, habas, patatas y otros frutos; pobl.: 18 vec., 79 almas.
(Madoz, 1846, p. 68)

En 2023, la entidad singular de población de Baselgas tenía empadronados 7 habitantes.